# Pseudopterogorgia bipinnata
Pseudopterogorgia bipinnata är en korallart som först beskrevs av Addison Emery Verrill 1864.  Pseudopterogorgia bipinnata ingår i släktet Pseudopterogorgia och familjen Gorgoniidae. Inga underarter finns listade i Catalogue of Life.